# Armin Nentwig
Armin Nentwig (* 15. Mai 1943 in Hirschberg im Riesengebirge, Niederschlesien) ist ein deutscher Politiker (SPD). Er war von 1986 bis 2002 Abgeordneter des Bayerischen Landtags und 2002 bis 2008 Landrat im Landkreis Amberg-Sulzbach in Bayern.

## Leben
Armin Nentwig wurde 1943 im niederschlesischen Hirschberg geboren und wuchs nach dem Ende des Zweiten Weltkriegs in Amberg auf. Nach dem Schulabschluss absolvierte er eine Ausbildung zum technischen Fernmeldehauptsekretär bei der dt. Bundespost – Abschluss 1986, danach Abgeordneter im Bayerischen Landtag. Zudem tätig in der Kirchen- und Volksmusik.

## Politik
Armin Nentwig war 24 Jahre (1978 bis 2002) im Stadtrat der Stadt Amberg. Von 1986 bis 2002 gehörte er als Abgeordneter dem Bayerischen Landtag an. Von 2002 bis 2008 war er als Landrat (Landkreis Amberg-Sulzbach) Nachfolger von Hans Wagner (CSU).

## Engagement im Ehrenamt
1990 gründete er als betroffener Vater (Sohn Wolfgang im Wachkoma, dann verstorben) den Bundesverband Schädel-Hirnpatienten in Not e. V.

## Auszeichnungen und Ehrungen
- 1995 Verleihung des Bundesverdienstkreuzes am Bande
- 2000 Verleihung der Bayerischen Staatsmedaille für soziale Verdienste angeregt und verliehen durch Sozialministerin Barbara Stamm